# Tingry
Tingry é uma comuna francesa na região administrativa de Altos da França, no departamento de Pas-de-Calais. Estende-se por uma área de 11,36 km². Em 2010 a comuna tinha 299 habitantes (densidade: 26,3 hab./km²).